# Mittelbreidenbach
Der Weiler Mittelbreidenbach ist ein Ortsteil der Gemeinde Lindlar, Oberbergischen Kreis im Regierungsbezirk Köln in Nordrhein-Westfalen (Deutschland).

## Lage und Beschreibung
Mittelbreidenbach liegt nordwestlich von Lindlar, östlich von Linde und Frangenberg an einem Zufluss der Lindlarer Sülz.

## Geschichte
1413 wurde Breidenbach das erste Mal urkundlich als breidenbech erwähnt.

## Busverbindungen
Schulbushaltestelle Mittelbreidenbach:
- Z51 Unterbreidenbach - Oberbreidenbach - Spich - Frangenberg - Linde-Bruch (Schulbuszubringer)